# 浅沼亮介
浅沼亮介（アサヌマリョウスケ、1995年4月4日 - ）は日本の歌手。COLOR CREATIONのメンバー。